# Ваньлун (станция метро)
«Ваньлун» (англ. Wanlong; кит. 萬隆) — станция Тайбэйского метрополитена линии Синьдянь. Находится на территории района Вэньшань в Тайбэе. Станция была открыта 11 ноября 1999 года. Располагается между станциями «Гунгуань» и «Цзинмэй».

## Техническая характеристика
«Ваньлун» — однопролётная станция. На станции есть четыре выхода в город, из них два оснащены эскалаторами, и один — лифтом для пожилых людей и инвалидов.  28 марта 2018 года на станции были установлены автоматические платформенные ворота.